# Mort Walker
Addison Morton Walker (El Dorado, Kansas; 3 de septiembre de 1923-Stamford, Connecticut; 27 de enero de 2018), popularmente conocido como Mort Walker, fue un artista de historietas estadounidenses, renombrado por crear las tiras cómicas para periódicos Beetle Bailey en 1950 y Hi and Lois en 1954, entre otras muchas.

## Biografía
Nacido en El Dorado, Kansas, se crio en Kansas City, Misuri, en los Estados Unidos. Su primera historieta publicada fue a sus 11 años, y la primera vendida a los 12 años. A la edad de 15 años trabajaba como artista de tiras cómicas para un periódico, y a los 18 se convirtió en editor en jefe del departamento de diseño en Hall Bros. Luego de graduarse de la Northeast Senior High School en el distrito escolar de la ciudad de Kansas, asistió a la Universidad de Misuri - Columbia, donde frente al centro de estudiante posa una estatua tamaño real de Beetle Bailey.
En 1943 fue reclutado por el ejército de los Estados Unidos y llevado a Europa durante la Segunda Guerra Mundial. Fue liberado de su puesto como primer teniente después de cuatro años. Tras el servicio militar y su graduación en la Universidad de Misuri-Columbia en 1948, viajó a Nueva York siguiendo su carrera como historietista. Sus 200 primeras historietas fueron rechazadas, pero poco a poco fue ganando reconocimiento entre los editores por su talento. Beetle Bailey fue el rompehielos de esta racha de fracasos y su siguiente obra, Hi and Lois, también fue un éxito. Otras historietas de su autoría para destacar son Boner's Ark, Gamin & Patches, Mrs. Fitz's Flats, The Evermores, Sam's Strip and Sam & Silo (las últimas dos creadas junto a Jerry Dumas).